# 다비트 한츠코
다비트 한츠코(슬로바키아어: Dávid Hancko, 1997년 12월 13일 ~ )는 슬로바키아의 축구 선수로, 현재 라리가 클럽 아틀레티코 마드리드와 슬로바키아 국가대표팀에서 센터백 또는 레프트백으로 활약하고 있다.

## 구단 경력

### 질리나
한츠코는 2016년 3월 12일, ŽP 슈포르트 포드브레조바와의 경기에서 질리나 소속으로 슬로바키아 수페르리가 데뷔 전을 치렀다. 그는 UEFA에 의해 2018년 가장 유망한 인재 명단에 포함되었다.

### 피오렌티나
2018년 6월 14일, 한츠코는 피오렌티나와 5년 계약을 체결했다. 그는 여러 친선 프리시즌 경기에 출전했지만, 2018년 9월 22일, 3-0으로 이긴 S.P.A.L.과의 홈 경기에서 하프타임에 크리스티아노 비라기와 교체되어 출전하면서 4경기 동안 벤치를 지키며 데뷔 전을 치렀다. 그의 경기력은 전반적으로 좋은 평가를 받았으며, 소파스코어 인터넷 포털에서 평균 7.0/10의 점수를 받았다.
2019년 1월 이적 시장에서 제니트 상트페테르부르크가 한츠코와 50만 유로, 2천만 유로에 옵션으로 반 시즌 임대 계약을 체결할 것으로 알려졌다. 이 시점에서 한츠코는 세리에 A 2경기에 교체 출전했을 뿐이지만, UEFA 네이션스리그 10월과 11월에 국가대표팀에서 중요한 역할을 했다. 그럼에도 불구하고 피오렌티나는 계약 조건에 동의하지 않았다.

### 스파르타 프라하
피오렌티나에서 큰 영향력을 발휘하지 못한 한츠코는 스파르타 프라하로 임대되었다. 2021년 6월 6일 임대되었다. 2022년 7월 31일, 2-1로 패한 슬로반 리베레츠와의 홈 경기에서 한츠코는 스파르타 프라하 소속으로 100번째 경기에 출전했다.

### 페예노르트
2022년 8월 22일, 한츠코는 페예노르트와 6백만 유로에 입단하여 4년 계약을 맺었다. 그는 5일 후 에먼과의 경기에서 데뷔하였고, 크빈턴 팀버르가 4-0으로 이긴 페예노르트와의 경기에서 선제골을 넣는데 도움을 주었다. 2023년 10월 4일, 그는 아틀레티코 마드리드와의 원정 경기에서 3-2로 패한 경기에서 첫 UEFA 챔피언스리그 골을 기록했다.

### 아틀레티코 마드리드
2025년 7월 23일, 라리가 클럽 아틀레티코 마드리드는 페예노르트와 한츠코의 이적에 관한 합의를 발표했다. 발표 하루 전, 한츠코는 사우디 프로페셔널리그 클럽 알나스르와 합의를 했으나, 팀 훈련을 시작하기 위해 모습을 드러낸 후 뒤늦게 계약이 취소되었다. 그는 스페인 클럽과 5년 계약을 체결했다.

## 국가대표팀 경력
2018년 10월 2일, 세리에 A 데뷔 직후, 한츠코는 얀 코자크 감독에 의해 체코와의 경기 (2018-19년 UEFA 네이션스리그 소속)와 스웨덴과의 친선 경기로 슬로바키아 국가대표팀으로 불렸다. 한츠코는 이전 경기에서 데뷔했는데, 80분에 레프트백 토마시 후보찬과 교체되어 출전했다.
2019년 2월, 후보찬이 국가대표팀 은퇴를 한 후, 한츠코는 2019년 3월 21일, 헝가리와의 예선 전을 모두 소화하며 레프트백으로 우선 지명되었다. 이전 경기와 마찬가지로, 한츠코는 때때로 공격형 미드필더들과 함께 줄을 서는 등 꽤 공격적인 축구를 선보였다. 6월 11일, 한츠코는 UEFA 유로 2020 예선 경기에서 아제르바이잔을 상대로 자신의 첫 국제 골을 넣었고, 경기는 5-1 승리로 끝났다.

## 수상

#### 스파르타 프라하
- 체코 퍼스트 리그 : 2022-23
- 체코 컵 : 2019-20

#### 페예노르트 로테르담
- 에레디비시 : 2022-23
- KNVB컵 : 2023-24
- 요한 크루이프 쉴드 : 2024

### 개인
- 페테르 듀보프스키 상 : 2018
- 에레디비시 이 달의 팀 : 2022년 10월, 11월, 2023년 9월